# Kirchberg (Hohenthann)
Kirchberg ist ein Gemeindeteil der Gemeinde Hohenthann im niederbayerischen Landkreis Landshut. Bis 1949 bildete es eine selbstständige Gemeinde.

## Lage
Kirchberg liegt in der Hallertau etwa drei Kilometer nordöstlich von Hohenthann.

## Geschichte
In einer Urkunde des Klosters Mallersdorf wird ein Graf Arterius I. bereits im Jahr 812 in Kirchberg erwähnt. Seit dem 12. Jahrhundert residierten hier die Grafen von Kirchberg, Ministerialen des königlichen Stifts Niedermünster in Regensburg. Nach dem Aussterben der Grafen von Kirchberg im Jahr 1234 wurde ihr Gebiet in einen Pflegegerichtsbezirk des Herzogtums Bayern-Landshut umgewandelt. Der herzogliche Pfleger, später Landrichter, residierte auf der Burg Kirchberg und war für Verwaltung und Justiz in seinem Bezirk zuständig. Die bedeutendsten Orte des zum Rentamt Landshut gehörenden Landgerichts Kirchberg waren die Märkte Pfaffenberg und Geiselhöring.
Im Landshuter Erbfolgekrieg 1504 und im Dreißigjährigen Krieg 1632 wurde die Burg zerstört. 1803 wurde das Landgericht Kirchberg nach Pfaffenberg verlegt. Die Burg wurde 1807 von einer Familie erworben, die sie landwirtschaftlich nutzte.
Die Gemeinde Kirchberg gehörte zum Bezirksamt und später zum Landkreis Rottenburg an der Laaber. Am 1. Januar 1949 wurde die Gemeinde Kirchberg aufgelöst und in die Gemeinde Andermannsdorf eingegliedert. Mit dieser gelangte Kirchberg im Zuge der Gebietsreform in Bayern 1978 zur Gemeinde Hohenthann. Die Burg, nunmehr Schloss, wurde 1978 von zwei Münchner Familien erworben und restauriert.

## Baudenkmäler
- Burg Kirchberg. Die dreiflügelige Anlage aus der zweiten Hälfte des 15. Jahrhunderts wurde 1520 und 1569 erweitert. 1632 weitgehend zerstört, wurde sie barock wieder aufgebaut und im 19. und 20. Jahrhundert verändert. Die Schlosskapelle St. Leonhard befindet sich im Bergfried-Untergeschoss.